# Petach Tikwa

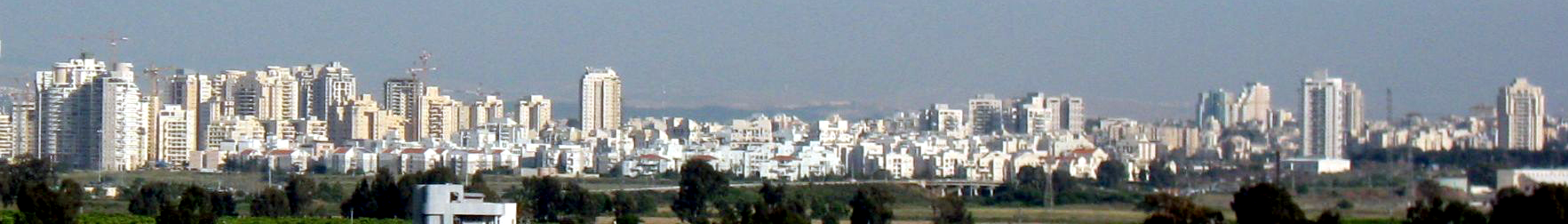
Panorama-Ansicht Petach Tikwas

Petach Tikwa (hebräisch פֶּתַח תִּקְוָה Petach Tiqwah/Petach Tiḳwah, deutsch ‚Tor der Hoffnung‘ [pɛtaχ ˈtikva], arabisch بتاح تكفا, DMG Bitāḥ Tikfā;  auch Petah Tikva) ist eine Stadt in Israel. Sie liegt im Gebiet des Gusch Dan, nur wenige Kilometer östlich von Tel Aviv, im Zentralbezirk. Im Jahr 2018 zählte der Nachbarort Tel Avivs 244.275 Einwohner; er gehört damit zu den größten Städten Israels.

## Geschichte

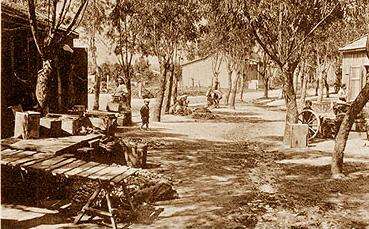
Petach Tikwa, 1912

Die Geschichte Petach Tikwas reicht ins 19. Jahrhundert zurück. Im Jahr 1878 gründeten Siedler aus Jerusalem eine erste Siedlung auf dem Land, das sie von den im Ausland lebenden Jaffaer Grundbesitzern Salim al-Kassar und Anton al-Tayyan im Dorf Mlabbis gekauft hatten. Sie war die erste jüdische Bauernsiedlung („Moschava“) im damals osmanischen Palästina, weshalb sie später den Beinamen „Mutter der Moschavot“ erhielt. Allerdings war die erste Ortsgründung „gescheitert durch Malaria und Überschwemmungen“. Die „1882 dann 2., erfolgreiche Gründung, jetzt durch eingewanderte Juden“, lag zeitgleich mit der Gründung von Rischon LeZion und Rosch Pina. Einer der ersten Siedler war Mordechai Diskin, ein Einwanderer aus Grodno. Die Siedler benannten den neuen Ort nach einem Satz aus dem Buch Hosea: „Dann will ich ihr [gemeint ist Israel] von dorther ihre Weinberge geben und das Tal Achor zum Tor der Hoffnung machen.“ (Hos 2,17 ) Im Wappen steht auch noch der biblische Satz: „Wer sein Feld bestellt, wird satt von Brot“ aus dem Buch der Sprichwörter. (Spr 2,17 )
Ab 1888 erhielten die Siedler außerdem Unterstützung von Edmond de Rothschild, der viele Siedlungsprojekte im damaligen Palästina förderte. Die Siedlung hatte aufgrund von Missernten und Malaria zunächst erhebliche Probleme. Im Laufe der Zeit konnten die Malariasümpfe jedoch trockengelegt werden und die Gegend wurde zu einem Schwerpunkt des Zitrusfruchtanbaus. Dabei ergab sich ein weiteres Problem: der Transport der Ernte für den Export, die schnell und frisch zu den Schiffen des damals nächstgelegenen Hafens, nach Jaffa, gebracht werden musste. Das war mit Kamelkarawanen auf unausgebauten Sandpisten kaum zu bewerkstelligen.
Deshalb setzten sich die Orangenpflanzer schon unmittelbar nach dem Ersten Weltkrieg für eine Anbindung an die Eisenbahnhauptstrecke El Qantara–Haifa (Sinai-Bahn und Ostbahn) der Britischen Militärbahnen in Palästina ein. Bezahlen wollten die Militärbahnen die Bahnstrecke nicht und so investierte die Gemeinde Petach Tiqwah. Die Gemeinde konnte das benötigte Geld selbst nicht aufbringen, aber Zitruspflanzer gewannen Edmond de Rothschild dafür, einen Kredit über 20.000 Ägyptische Pfund für das Projekt zu gewähren. Die Palestine Railways bestanden allerdings darauf, dass die Siedler täglich mindestens 100 Fahrgäste garantierten. Diese machten demgegenüber zur Bedingung, dass an Schabbat kein Verkehr stattfinden dürfe, woraufhin die Eisenbahn darauf bestand, auch sonntags den Verkehr ruhen zu lassen.
1921 ging die 6,5 Kilometer lange Stichbahn zwischen dem Bahnhof Raʾs al-ʿAin, im heutigen Rosch haʿAjin, an der Ostbahn und Petach Tikwa nach sechs Monaten Bauzeit in Betrieb. Sie kostete 53.000 Ägyptische Pfund statt der erwarteten 20.000. Deshalb beteiligte sich die Regierung des Mandatsgebietes an den Kosten und die Bahnstrecke gehörte als Kondominalbahn je zur Hälfte der Gemeinde Petach Tikwa und der Regierung.
Sie war wirtschaftlich sofort ein Erfolg: Die Transportkosten für Orangen an die Küste sanken um mehr als die Hälfte. Auch der Reiseverkehr war unmittelbar erfolgreich; der Zug ersetzte eine vier- bis fünfstündige Fahrt im Pferdewagen über eine unbefestigte Sandpiste. Da nahmen Reisende auch die etwas umständliche Prozedur auf der Eisenbahn in Kauf: Ein oder zwei Personenwagen wurden an den Güterzug nach Ras el Ain angekuppelt und dort als Kurswagen an den Zug Haifa–El Qantara angehängt. In Lod mussten die Reisenden in den von Jerusalem kommenden Zug nach Jaffa umsteigen. Die Fahrzeit betrug – wenn alles pünktlich ablief – etwa 90 Minuten. Als 1928 die Straße nach Jaffa asphaltiert wurde, übernahmen Busse den Reiseverkehr und der Personenverkehr per Schiene endete. Ab 1949 wurde die Stichbahn in die Jarqonbahn einbezogen, die Petach Tiqwah direkt mit Tel Aviv verbindet. Petach Tikwa wuchs in den folgenden Jahren beträchtlich und erhielt 1937 das Stadtrecht. Josef Sappir war von 1940 bis 1951 Bürgermeister.
Nachdem der alte Bahnhof Petach Tiqwah 1993 geschlossen worden war, eröffneten im Jahre 2000 bzw. 2008 an der Jarqonbahn zwei neue Fernbahnhöfe, Petach Tiqwah Sgullah und Petach Tiqwah Qirjat Arjeh, wo seit 2023 Umsteigemöglichkeit zur Roten Linie des Danqal-Stadtbahnsystems der Metropole Tel Aviv besteht. Die Rote Linie bedient die Stadt mit sieben weiteren Halten.
Östlich der Stadt und nördlich von Kfar Sirkin errichteten die Briten während ihrer Mandatszeit Camp Sirkin, das auch eine Airbase erhielt. Nach deren Abzug 1948 übernahm die Israelische Luftwaffe (IAF) den Stützpunkt und unterhielt dort bis 1955 ihre Flugschule. Danach wurde die Einrichtung aufgegeben. Man erkennt heute aus der Luft immer noch die Infrastruktur der Airbase.
Am 26. August 2020 ermordete ein 46-jähriger Palästinenser mit einem Messer einen 39-jährigen Israeli.
Während des Israelisch-iranischen Krieges traf am 16. Juni 2025 eine iranische Rakete ein 20-stöckiges Gebäude und tötete vier Menschen, darunter die Holocaust-Überlebende Ivette Shmilovitz.

## Heutige Stadt

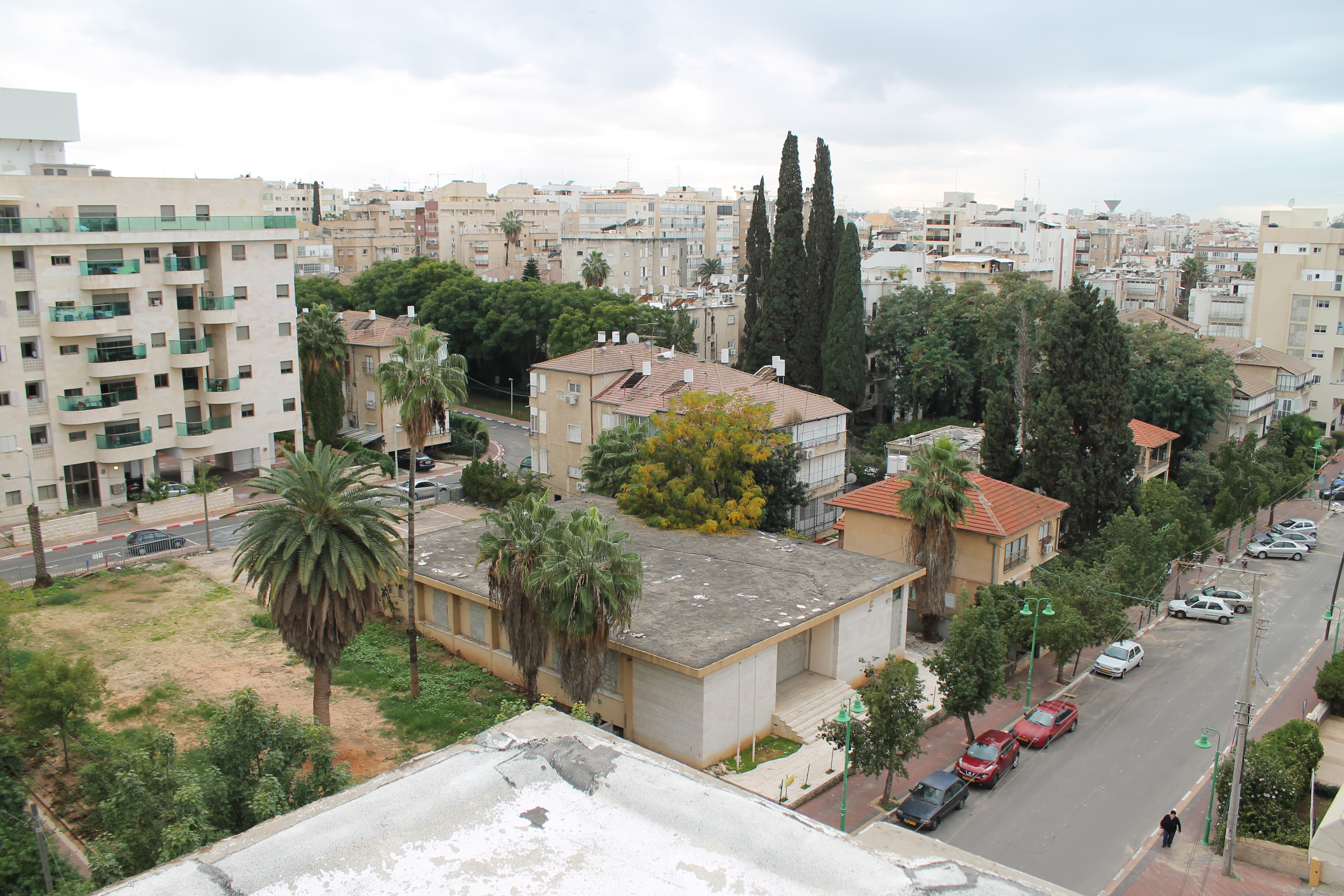
Blick über die Stadt

In der Stadt gibt es noch einige historische Orte aus der Gründerzeit und ein historisches Museum im Museumskomplex Qiryat HaMuse'onim. Petach Tikwa ist heute eine Stadt, an deren landwirtschaftliche Vergangenheit nur noch der so genannte Gründergarten im Stadtzentrum erinnert. Die zentrale Stütze der Wirtschaft ist die Industrie, vor allem in den Bereichen Textil, Metalle, Nahrungsmittel und Holz. In Petach Tikwa hat auch der weltweit operierende Pharmakonzern Teva seinen Sitz.
Der Tourismus spielt dagegen eine untergeordnete Rolle; von touristischem Interesse sind im Wesentlichen nur ein Denkmal zu Ehren Edmond de Rothschilds und die nahe der Stadt gelegenen Quellen des Flusses Yarkon im Jarkon-Afek-Nationalpark.

## Partnerstädte

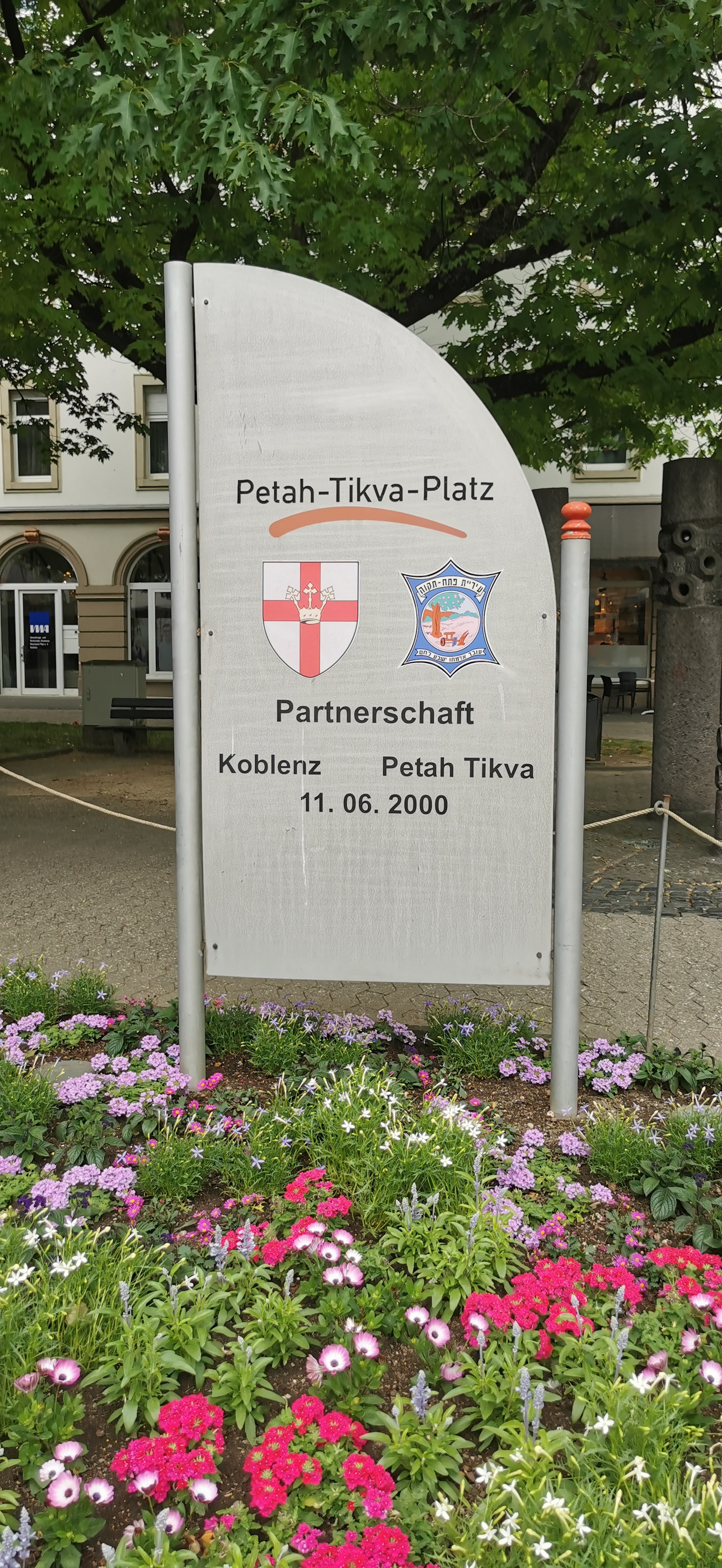
Schild in Koblenz

- Meerbusch (Deutschland, Nordrhein-Westfalen)
- Koblenz (Deutschland, Rheinland-Pfalz)
- Chicago (USA, Illinois)
- Subotica (Serbien)
- Bacău (Rumänien)
- Tschernihiw (Ukraine)[15]

## Söhne und Töchter der Stadt
- Esther Raab (1894–1981), Dichterin
- Mordechai Zipori (1924–2017), Politiker
- Chanoch Bartow (1926–2016), Schriftsteller
- Urion Gallin (1928–2021), israelischer Leichtathlet
- Amotz Zahavi (1928–2017), Zoologe und Naturschützer
- Sara Japhet (1934–2024), Bibelwissenschaftlerin
- Amnon Altman (1935–2016), Altorientalist
- Ruth Almog (* 1936), Autorin
- Malachi Beit-Arié (1937–2023), Kodikologe und Paläograph
- Jehoschua Kenaz (1937–2020), Schriftsteller und literarischer Übersetzer
- Eliezer Waldman (1937–2021), Rabbiner, Politiker, Mitglied der Knesset
- Eliezer Oren (1938–2024), Archäologe, Historiker und Hochschullehrer
- Gila Almagor (* 1939), Schriftstellerin und Schauspielerin
- Jiftach Spektor (* 1940), ehemaliger Kampfpilot und Brigadegeneral
- Uri Avner (1941–2014), Schachkomponist
- Dror Kashtan (1944–2024), Fußballspieler und -trainer
- Schmuel Rosenthal (* 1947), Fußball-Nationalspielerspieler
- Jossi Beilin (* 1948), Staatsmann, Mitglied der Knesset, Justizminister und stellvertretender Außenminister
- Israel Finkelstein (* 1949), Archäologe
- Tuvia Hod-Hochwald (1949–2019), israelisch-deutscher Rabbiner und Landesrabbiner von Rheinland-Pfalz
- Pnina Rosenblum (* 1954), Sängerin, Model, Schauspielerin, Politikerin und Unternehmerin
- Avram Grant (* 1955), Fußballtrainer
- Yuval Goren (* 1956), Archäologe
- Eitan Bodenyuk (* 1958), Fußballspieler
- Dov Khenin (* 1958), Politiker
- Uri Orbach (1960–2015), Politiker, Mitglied der Knesset, Minister für Senioren- und Pensionärsangelegenheiten
- Rami Saari (* 1963), Dichter, Übersetzer und Sprachforscher
- Saar Ben Yosef (* 1968), Schauspieler, Regisseur und Theaterlehrer
- Orit Farkasch-Hacohen (* 1970), Wissenschaftsministerin Israels
- Nick Deutsch (* 1972), australischer Oboist und Hochschullehrer
- Idan Tal (* 1975), Fußballspieler
- Yehuda Levi (* 1979), Schauspieler, Musiker und Model
- Tal Burstein (* 1980), Basketballspieler
- Yael Reuveny (* 1980), Regisseurin
- Michael Zandberg (* 1980), Fußballspieler
- Noa Koler (* 1981), Schauspielerin
- Tom Shoval (* 1981), Regisseur und Drehbuchautor
- Gal Alberman (* 1983), Fußball-Nationalspieler
- Moshe Arbel (* 1983), Rabbiner, Anwalt und Politiker
- Gal Gadot (* 1985), Schauspielerin
- Shahak Shapira (* 1988), Satiriker, Musiker und Schriftsteller
- Lidor Cohen (* 1992), Fußballspieler
- Or Blorian (* 2000), israelisch-portugiesischer Fußballspieler
- Liel Abada (* 2001), Fußballspieler